# Satyendra Nath Bose
Satyendra Nath Bose (født 1. januar 1894, død 4. februar 1974) var indisk matematiker. 
Bose arbejdede sammen med Albert Einstein om teorier om elektromagnetisme og gjorde sig især gældende inden for kvantemekanik; Bose-Einstein-statistik og Bose-Einstein-kondensat.